# Army of the Dead (soundtrack)
Army of the Dead is de originele soundtrack van de gelijknamige film, gecomponeerd door Tom Holkenborg ook bekend als Junkie XL. Het album werd gelijktijdig uitgebracht met de release  van de Netflix film op 21 mei 2021 door Milan Records. Het album bevat ook het nummer "Viva Las Vegas" vertolkt door Richard Cheese & Allison Crowe.

## Tracklijst
Alle muziek is geschreven door Tom Holkenborg, tenzij anders vermeld.
| Nr. | Titel                                           | Componist(en)           | Duur |
| --- | ----------------------------------------------- | ----------------------- | ---- |
| 1.  | Viva Las Vegas (Richard Cheese & Allison Crowe) | Doc Pomus & Mort Shuman | 5:55 |
| 2.  | Scott and Kate Part 1                           |                         | 5:24 |
| 3.  | Scott and Kate Part 2                           |                         | 2:49 |
| 4.  | Scott and Kate Part 3                           |                         | 4:42 |
| 5.  | Toten Hosen                                     |                         | 3:56 |
| 6.  | Swimming Pool                                   |                         | 1:05 |
| 7.  | Not Here                                        |                         | 1:50 |
| 8.  | 3 Flares                                        |                         | 4:42 |
| 9.  | Battle Hallway Part 1                           |                         | 4:00 |
| 10. | Battle Hallway Part 2                           |                         | 6:41 |
| 11. | Zeus and Athena Part 1                          |                         | 3:17 |
| 12. | Zeus and Athena Part 2                          |                         | 4:14 |